# Ед и Лорејн Ворен
Едвард Ворен Мајни (енгл. Edward Warren Miney; 7. септембар 1929—23. август 2006) и Лорејн Рита Ворен (енгл. Lorraine Rita Warren; рођ. Морган; 31. јануар 1927—18. април 2019) су били амерички паранормални истражитељи и аутори повезани са истакнутим случајевима прогона. Едвард је био самоук и самозатајни демонолог, аутор и предавач. Лорејн је изјавила да је видовита и лагани транс медијум која је блиско сарађивала са својим супругом.
Године 1952, Ворени су основали Друштво за психичка истраживања Нове Енглеске (ДПИНЕ), најстарију групу за лов на духове у Новој Енглеској. Они су аутори многих књига о паранормалном и о њиховим приватним истраживањима разних извештаја о паранормалним активностима. Тврдили су да су током своје каријере истражили више од 10.000 случајева. Ворени су били међу првим истражитељима у прогоњењу Амитвила. Према Воренима, ДПИНЕ у својим истрагама користи разне особе, укључујући лекаре, истраживаче, полицајце, медицинске сестре, студенте и чланове свештенства.
Приче о прогоњењу духова које су Ворени популаризовали адаптиране су или су индиректно инспирисале десетине филмова, телевизијских серија и документарних филмова, укључујући неколико филмова из серије Амитвилски ужас и филмове у франшизи Универзум Призивања зла.
Скептици Пери Деанџелис и Стивен Новела истражили су доказе Ворена и описали их као „ласкави”. Скептични истражитељи Џо Никел и Беџаим Редфорд закључили су да се познатија уклета места, Амитвил и породица Снедекер, нису догодила и да су измишљена.